# Fundraiser
Il fundraiser è la persona che, a titolo professionale o gratuito, lavora per la sostenibilità finanziaria di organizzazioni non profit cause sociali. L'attività che svolge si chiama appunto fundraising (in Italia anche "raccolta fondi")

## Tipologie di fundraiser
Solitamente si distinguono i seguenti tipi di fundraiser
- Fundraiser professionista: è colui che coordina l'attività di fundraising anche a livello strategico
- Professionista del fundraising: è la persona che si occupa della pianificazione e dell'esecuzioni di un aspetto tecnico o settoriale del fundraising, a esempio il direct marketing o il database
- Operatore del fundraising: colui che si occupa della realizzazione di uno o più aspetti specifici della raccolta fondi.
- Consulente del fundraising: accompagna dall'esterno la pianificazione strategica della raccolta, o fornisce consulenza sulla realizzazione di un aspetto specifico (ad es. Il direct marketing). Solitamente non interviene direttamente, in quanto l'operatività viene eseguita da personale (volontario o meno) dell'organizzazione non profit.

## Formazione e certificazioni
Non esiste un Ordine dei fundraiser né un titolo di studio richiesto dalla legge, quindi l'accesso alla professione è libera. Esistono però diversi percorsi formativi, accademici o meno, dedicati al fundraising e alla filantropia.
Esistono inoltre alcune certificazioni dedicate alla conoscenza professionale del fundraising, la cui principale è la CFRE (Certified Fundraising Executive)

## Assif e le associazioni di fundraiser
Come detto, essendo libero in Italia l'accesso alla professione, non esiste un ordine professionale dei fundraiser. Esistono però, in Italia all'estero diverse associazioni di fundraiser. Nel Regno Unito ad esempio esiste l'Institute of Fundraising, negli Stati Uniti esiste L'AFP (Association of Fundraising Professionals). Lo scopo di queste associazioni è diffondere la conoscenza del fundraising, offrire occasioni di confronto e di scambio di conoscenza, tutelare la figura professionale del fundraiser.
In Italia esiste Eu Consult Italia, Associazione dei Consulenti di alto profilo del terzo settore, e Assif, l'Associazione Italian Fundraiser.
Nata nel 2000, lo scopo di Assif è diffondere la cultura e la conoscenza del fundraising in Italia, rappresentando e favorendo la crescita dei professionisti del settore, e alimentare i rapporti con l’estero diventando un Paese di riferimento per l'area del Sud Europa e del Mediterraneo.